# David McFaull
David McFaull est un skipper américain né le 10 novembre 1948 à Honolulu et mort le 25 juillet 1997 dans la même ville.

## Carrière
David McFaull obtient une médaille d'argent dans la catégorie des Tornado lors des Jeux olympiques d'été de 1976 à Montréal.